# 주라브 히자니슈빌리
주라브 히자니슈빌리(조지아어: ზურაბ ხიზანიშვილი, 1981년 10월 6일 ~ )는 조지아의 전 축구 선수이다. 포지션은 수비수였다.